# 牟宗燦
牟宗燦（1939年10月13日—），中華民國經濟學家，美國加州大學戴維斯分校經濟學博士，加利福尼亞州立大學洛杉磯分校首任華裔副校長、國立東華大學第一、二任校長、世新大學第七任校長、第一屆中華民國立法委員。曾任美國加利福尼亞州立大學奇科分校客座教授、新墨西哥州立大學客座教授、大學入學考試中心主任。

## 生平

### 美國時期
牟宗燦高中時期就讀於國立臺中第一高級中學，畢業後在國立臺灣大學取得經濟學學士，並於美國內華達大學拉斯維加斯分校、美國加州大學戴維斯分校取得經濟學碩士、博士學位，博班畢業後曾返國擔任國立中山大學國科會客座研究教授，後返回美國在新墨西哥州立大學、加州州立大學奇科分校擔任客座教授，1969年於加州州立大學洛杉磯分校經濟學系任教，幾年後取得終身教授身份並擔任經濟學系主任。1986年7月牟宗燦擢升為加州州立大學洛杉磯分校副校長，為該校首位華裔副校長。

### 臺灣時期

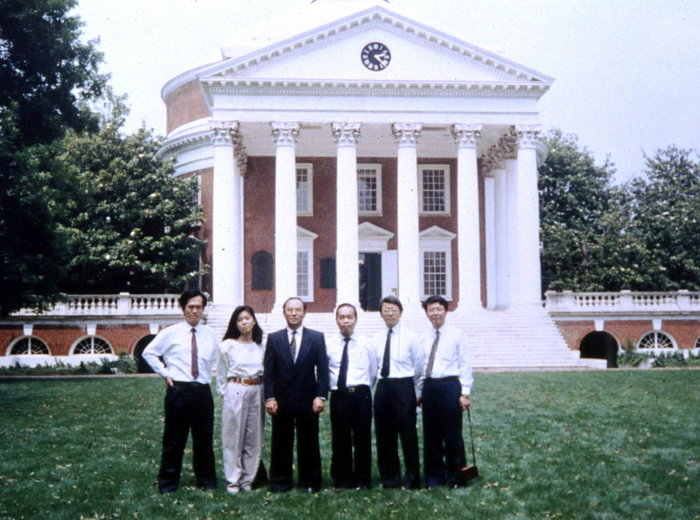
牟宗燦在籌備東華大學期間至美國維吉尼亞大學交流

1989年國立中正大學成立後，時任中華民國教育部部長毛高文有意在東臺灣創建第一座具國際經驗的公立高等學府，由於牟宗燦曾在美國加利福尼亞州立大學洛杉磯分校具多年副校長經驗，被視為籌備建校的最佳人選。在積極遊說下牟宗燦放棄美國綠卡與終身教授身分，於1991年11月13日，出任新成立的國立華東大學籌備處主任，並於11月19日正式成立國立華東大學籌備處，此日後為國立東華大學校慶日（國立華東大學後更名為國立東華大學）。籌備期間多次赴美延攬華裔學者，並與美國高等學府高階主管交流大學規劃，並發起校區設計國際競圖，最終由美國耶魯大學建築學院院長查理斯·摩爾作品入選。

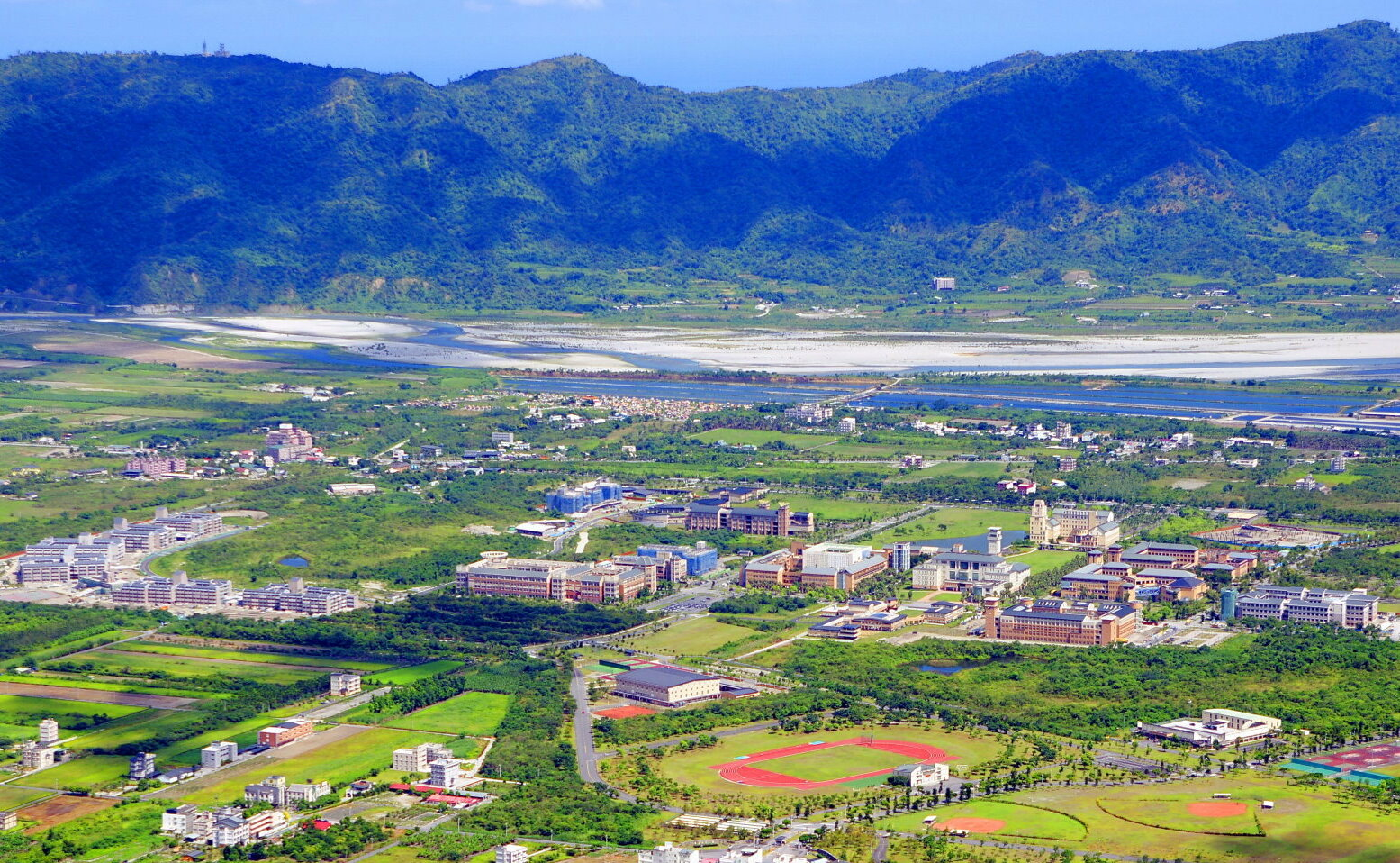
位於花東縱谷的國立東華大學校園

1994年7月1日，國立東華大學正式成立，牟宗燦擔任創校校長，在其任內延攬華盛頓大學比較文學教授楊牧、加利福尼亞大學柏克萊分校東亞研究教授鄭清茂、亞利桑那大學電機與計算機工程教授郭斯彥、耶魯大學化學講座教授夏友平、加利福尼亞州立大學北嶺分校管理科學所長李少如、肯特州立大學休閒觀光管理教授張傳明、摩根州立大學財務金融與會計學教授洪坤、喬治亞理工學院經濟學教授鄭治明、休士頓大學數學系教授吳鐵肩、印第安納大學布魯明頓分校人類學教授喬健、加拿大曼尼托巴大學統計學教授傅權等北美華裔學者返國創辦。其校長任內導入美國大學等第積分平均制度（GPA）、大學委員會、駐校作家等制度，並設立「自由、民主、創造、卓越」四大創校精神。
2001年，牟宗燦出任世新大學校長，卸任後被延攬為大學入學考試中心主任，以期其國際經驗為臺灣考試制度之改革，並於退休後定居於美國加州。